# 浮かれバケモノの朗らかな破綻
『浮かれバケモノの朗らかな破綻』（うかれバケモノのほがらかなはたん）は、家の裏でマンボウが死んでるP（原作：タカハシヨウ、作画：竜宮ツカサ）による日本の漫画作品。スクウェア・エニックスのウェブコミック配信サイト『ガンガンONLINE』2013年1月3日更新分から2015年11月26日更新分まで毎月第4週更新で連載された。

## あらすじ
平凡な高校生・真笠郁也の親友、天葉風は自分が天狗であることを告げ、人間界での生活を続けるために二人でバンドを組まないかと持ちかけた。更に、自分のクラスには人間が二人しかいないことを伝え困惑させてしまい、初めは誘いを断られた。しかし、同じクラスで地底人の地根源にもバンドに勧誘され、真笠が好意を抱く倉祢実乃もバンドに参加すると決めたため、「自分を変えたい」という意思で真笠自らバンドに入る。また、倉祢の親友である八雲葵はバンドのマネージャーとしてバンドに参加した。
練習場所を確保するため、ダミーの部活としてオセロ部を設立し、そこを主なバンド活動の拠点とするが、そこにクラスメイトの個性的な化け物たちがやってきたり、生徒会副会長が部長を務める軽音楽部と対決したりと、メンバーたちは波乱の日々を過ごしてゆく。

## 登場人物
真笠　郁也（まがさ いくや）
主人公である高校生。今を変えようとするメンバーが羨ましく、みんなで一緒に変えたいと思う。倉祢の事が気になっている。第7話では人目を引くため、将軍の名を叫びながらアリをほじり食った。バンドではベース&ボーカル。
天葉 風（あまば かぜ）
郁也の親友である天狗。天狗界では人気のハナタレ（鼻タレント）3年間だけ人間界に居ることを許され、もっと長く居るためには人間界でしかできないことを成し遂げなければならない。バンドではギター。（郁也セレクトの）レスポールを使用。
地根 源（ちのね げん）
人間界へ留学している地底人。実家は地下52km。ホームシック状態で体調が優れない。土に触れると落ち着き、泥を食む。大地の声を聞き温泉を掘り当てる事ができる、いつでもどこでもすぐ温泉。策士でもある。バンドではドラムを担当。
倉祢 実乃（くらね みの）
おとなしく可憐なクラスメイト。ピアノが得意だが窮屈なレッスンではなく、のびのびとピアノを弾くことに憧れる。まだ人間かバケモノかは不明（八雲葵の“2つめの花粉”〈眠り粉〉が効かなかったため）バンドではキーボード。
八雲　葵（やくも　あおい）
実乃の親友。正体は実乃が幼い頃に育てた向日葵。大切にされ話しかけられるうちに意志が芽生えた。怪力で本人曰く「ひまわりは力強く咲くの！」バンドではマネージャー（実乃を守るため）。

## 単行本
- 家の裏でマンボウが死んでるP 『浮かれバケモノの朗らかな破綻』 スクウェア・エニックス〈ガンガンコミックスONLINE〉、全5巻
  1. 2013年8月22日発売 ISBN 978-4-7575-4039-2
  2. 2014年4月22日発売 ISBN 978-4-7575-4283-9
  3. 2014年12月22日発売 ISBN 978-4-7575-4502-1
  4. 2016年2月3日発売 ISBN 978-4-7575-4643-1
  5. 2016年2月3日発売 ISBN 978-4-7575-4869-5